# Мілл-Крік (Вашингтон)
Мілл-Крік (англ. Mill Creek) — місто (англ. city) в США, в окрузі Сногоміш штату Вашингтон. Населення — 20 926 осіб (2020).

## Географія
Мілл-Крік розташований за координатами 47°51′52″ пн. ш. 122°12′22″ зх. д. / 47.86444° пн. ш. 122.20611° зх. д. (47.864519, -122.206084).  За даними Бюро перепису населення США в 2010 році місто мало площу 12,14 км², з яких 12,10 км² — суходіл та 0,04 км² — водойми.

## Демографія
Згідно з переписом 2010 року, у місті мешкали 18 244 особи в 7551 домогосподарстві у складі 4921 родини. Густота населення становила 1503 особи/км².  Було 7923 помешкання (653/км²).
Расовий склад населення:
| - 74,2 % — білих - 16,7 % — азіатів - 2,2 % — чорних або афроамериканців - 0,5 % — корінних американців - 0,4 % — вихідців з тихоокеанських островів - 1,6 % — осіб інших рас |

До двох чи більше рас належало 4,4 %. Частка іспаномовних становила 5,6 % від усіх жителів.
За віковим діапазоном населення розподілялося таким чином: 23,3 % — особи молодші 18 років, 64,2 % — особи у віці 18—64 років, 12,5 % — особи у віці 65 років та старші. Медіана віку мешканця становила 38,9 року. На 100 осіб жіночої статі у місті припадало 94,7 чоловіків;  на 100 жінок у віці від 18 років та старших — 91,6 чоловіків також старших 18 років.
Середній дохід на одне домашнє господарство  становив 104 942 долари США (медіана — 86 965), а середній дохід на одну сім'ю — 118 248 доларів (медіана — 97 865). Медіана доходів становила 83 144 долари для чоловіків та 46 938 доларів для жінок. За межею бідності перебувало 6,4 % осіб, у тому числі 14,9 % дітей у віці до 18 років та 2,5 % осіб у віці 65 років та старших.
Цивільне працевлаштоване населення становило 9890 осіб. Основні галузі зайнятості: освіта, охорона здоров'я та соціальна допомога — 21,5 %, виробництво — 16,2 %, науковці, спеціалісти, менеджери — 14,5 %.